# Sorcerian
Sorcerian (ソーサリアン Sōsarian?) es un videojuego de rol de acción desarrollado por Nihon Falcom, y el quinto en la línea de videojuegos de Dragon Slayer. Fue originalmente lanzado para NEC PC-8801 en 1987, y luego fue trasladado a otras plataformas de computadoras tales como NEC PC-9801, NEC PC-88VA, Sharp X1 Turbo y MSX 2, para los cuales fue lanzado bajo el título de "Dragon Slayer V: Sorcerian". Una versión inglesa para PCs MS-DOS fue publicado por Sierra Entertainment en 1990, junto con los ports para Atari ST, Commodore Amiga, Aplle IIGS, y las plataformas Macintosh.
En 1997, Falcom lanzó Sorcerian Forever para las Pcs basadas en Microsoft Windows 95/98. En el 2000, Falcom lanzó Sorcerian Original, una versión remake de Sorcerian para PCs basadas en Microsoft-Windows. En adición, las versiones de Sorcerian para consolas, con algunas diferencias de contenido en contrapartida con las de PC, fueron desarrolladas: una versión de Mega Drive, que fue desarrollada por Sega, una versión para PC con mecanismo para CD, desarrollada por Victor Musical Industries, y una versión para Dreamcast, que fue desarrollada por Victor Interactive Software.